# Кутийский язык
Кутийский язык — разговорный язык народа кутиев (гутиев), которые жили на территории между горами Загроса и Тигром (в настоящее время — иранский и иракский Курдистан) в III—II тысячелетии до н. э.
Сведения о кутийском языке очень скудны: известен только сам факт существования этого языка и список имён правителей кутиев (в составе шумерского царского списка). Существование языка подтверждается списком языков Месопотамии и прилегающих регионов, обнаруженным на глиняной табличке средневавилонского периода, происходящей предположительно из города Эмар. Вместе с кутийским в список входят аккадский, аморейский, сутийский, «субарейский» (хурритский) и эламский. В сохранившемся документе из Адаба упоминается также «переводчик кутийского языка».
В списке правителей кутиев приводятся следующие имена:
- Инкишуш
- Сарлагаб
- Шульме (или Ярлагаш)
- Элулу-Меш
- Инимабагеш (или Дуга)
- Игешауш (или Илу-Ан)
- Ярлагаб
- Ибате кутиский
- Ибранум
- Хаблум
- Пузур-Син
- Ярлаганда
- Сиум
- Тириган

На этом списке основан наиболее распространённый в настоящее время вывод, что язык кутиев не был ни индоевропейским, ни семитским, и не был родственен ни одному известному языку Месопотамии и сопредельных территорий. Тем не менее, Гамкрелидзе и Иванов выдвинули предположение, что язык кутиев был индоевропейским и был близок к языкам тохарской ветви.